# شحود (اسم)
شحود هو اسم علم مذكر من أصل عربي، ومعناه هو المتسول المصر على سؤاله أو هو المسن.

## وصلات خارجية
- موسوعة السلطان قابوس لأسماء العرب نسخة محفوظة 5 أبريل 2019 على موقع واي باك مشين.